# Kopist
En kopist er en person, der afskriver tekster. I den danske og norske statsadministration benyttedes kopist som stillingsbetegnelsen for visse underordnede embedsmænd (se kopibog). 
For litterære tekster var kopistfunktionen en nødvendighed frem til bogtrykkerkunstens opfindelse i midten af 1400-tallet, og blev særlig udøvet i klostrene. Hvad offentlig og privat korrespondance angår var afskrift af egne breve, før de afsendtes, udbredt indtil omkring 1900.